# محافظة سوان
محافظة سوان هي محافظة تقع في هوانغهاي الشمالية، كوريا الشمالية.